# Malla khra
Malla khra (urdu: ملاكهرا) é a forma desportiva de luta do sul da Ásia, ao contrário de malla yuddha que é a forma de combate. É principalmente praticado no Paquistão e em partes da Índia. A disputa começa com os dois lutadores amarrados com um pano torcido em torno da cintura do oponente. Cada lutador então agarra o cinto do adversário, e tenta jogá-lo no chão.